# Sabrina Schönrock
Sabrina Schönrock (geboren 1971 in Berlin) ist eine deutsche Juristin, Hochschullehrerin und ehemalige Richterin am Verfassungsgerichtshof des Landes Berlin.

## Leben und Beruf
Schönrock studierte zunächst englische und französische Philologie und ab 1992 Rechtswissenschaften an der Freien Universität Berlin. 1997 legte sie das Erste und 2000 das Zweite Staatsexamen ab. Von 1997 bis 1998 war sie Mitarbeiterin der Bundesanstalt für vereinigungsbedingte Sonderaufgaben. Ihre juristische Referendarzeit absolvierte sie von 1998 bis 2000 am Kammergericht Berlin. An der Humboldt-Universität zu Berlin (HU)  wurde sie 2000 mit der Dissertation Beamtenüberleitung anlässlich der Privatisierung öffentlicher Unternehmen promoviert.
Von 2001 bis 2013 arbeitete sie als Rechtsanwältin in einer Berliner Sozietät. Daneben hatte sie bis 2010 einen Lehrauftrag an der Fachhochschule für Verwaltung und Rechtspflege Berlin – ab 2009 Hochschule für Wirtschaft und Recht Berlin (HWR) – in den Fachbereichen Allgemeine Verwaltung sowie Polizei und Sicherheitsmanagement inne und war von 2005 bis 2010 Wissenschaftliche Mitarbeiterin an der FU im Fachbereich Rechtswissenschaft. Von 2010 bis 2013 lehrte sie als Gastprofessorin im Fachbereich Polizei und Sicherheitsmanagement der Hochschule für Wirtschaft und Recht Öffentliches Recht mit dem Schwerpunkt Polizei- und Ordnungsrecht. Seit April 2013 ist sie Professorin für Öffentliches Recht an der Hochschule, insbesondere für Grund- und Menschenrechte sowie Besonderes Verwaltungsrecht am Fachbereich Polizei und Sicherheitsmanagement. Im Fachbereich war sie ab Oktober 2013 Pro- und Studiendekanin, seit April 2016 ist sie Dekanin. Daneben war sie von 2013 bis 2016 stellvertretende Direktorin des Forschungsinstituts für öffentliche und private Sicherheit, einem In-Institut der Hochschule.
Ihre Schwerpunkte in der Lehre und Forschung  sind Besonderes Verwaltungsrecht, insbesondere Polizei- und Ordnungsrecht, Versammlungsrecht sowie Öffentliches Dienstrecht, Ausländerrecht, Grund- und Menschenrechte sowie Kommunalrecht.
2014 wurde sie auf Vorschlag der CDU-Fraktion vom Berliner Abgeordnetenhaus zur Richterin des Verfassungsgerichtshofes des Landes Berlin gewählt. Ihre siebenjährige Amtszeit endete regulär 2021. Da das Abgeordnetenhaus jedoch erst im Juli 2024 einen Nachfolger wählte, war sie bis dahin kommissarisch im Amt.

## Funktionen
Seit 2007 ist Schönrock  nebenamtlich Prüferin für die Zweite juristische Staatsprüfung am Gemeinsamen Juristischen Prüfungsamt der Länder Berlin und Brandenburg. Von 2012 bis 2016 war sie Beiratsmitglied der Studienstiftung des Abgeordnetenhauses von Berlin, seit 2017 gehört sie dem Vorstand der Studienstiftung an.

## Sondervotum
Im April 2020 lehnte das Berliner Verfassungsgericht den Antrag eines Rechtsanwalts ab, mit dem die Senatsvorschriften zur Eindämmung des Coronavirus teilweise außer Kraft gesetzt hätten werden sollen. Der Kläger sah sich insbesondere durch die Schließung von Bibliotheken und die Vorschriften, die das Verlassen der Wohnung und das Zusammentreffen mit haushaltsfremden Personen einschränkten, in seinen privaten und beruflichen Freiheiten in verfassungswidriger Weise eingeengt. Das Gericht sah die Vorschriften als gerechtfertigt an, da sie eine mögliche Überlastung des Gesundheitssystems und eine höhere Zahl von Todesfällen verhindern helfen könnten. Der Vizepräsident des Verfassungsgerichts Wolfgang Seegmüller und Sabrina Schönrock gaben dem Kläger in einem Sondervotum allerdings zum Teil recht: Die Senatsverordnung schränke das Recht des Anwalts auf persönliche Freiheit und seine allgemeine Handlungsfreiheit unverhältnismäßig ein.

## Schriften (Auswahl)
- Beamtenüberleitung anläßlich der Privatisierung von öffentlichen Unternehmen. Dissertation. Berlin 1999, urn:nbn:de:kobv:11-10011807 (126 S., hu-berlin.de [PDF; 816 kB]).
- Neues Tarifrecht für den Öffentlichen Dienst. Ein Praxisleitfaden. Dashöfer, Hamburg 2008, ISBN 978-3-941201-04-0.
- mit Michael Knape: Allgemeines Polizei- und Ordnungsrecht für Berlin. Kommentar für Ausbildung und Praxis. Verlag Deutsche Polizeiliteratur, Hilden/Rhld. 2016, ISBN 978-3-8011-0772-7.

Herausgeberschaft
- mit Wim Nettelnstroth (Hrsg.): Symposium zum Terroranschlag auf dem Berliner Breitscheidplatz. Interdisziplinäre Beiträge zu Fürsorgeaspekten von Opfern und Angehörigen. Richard Boorberg Verlag, Stuttgart 2018, ISBN 978-3-415-06380-8.